# 托馬里內

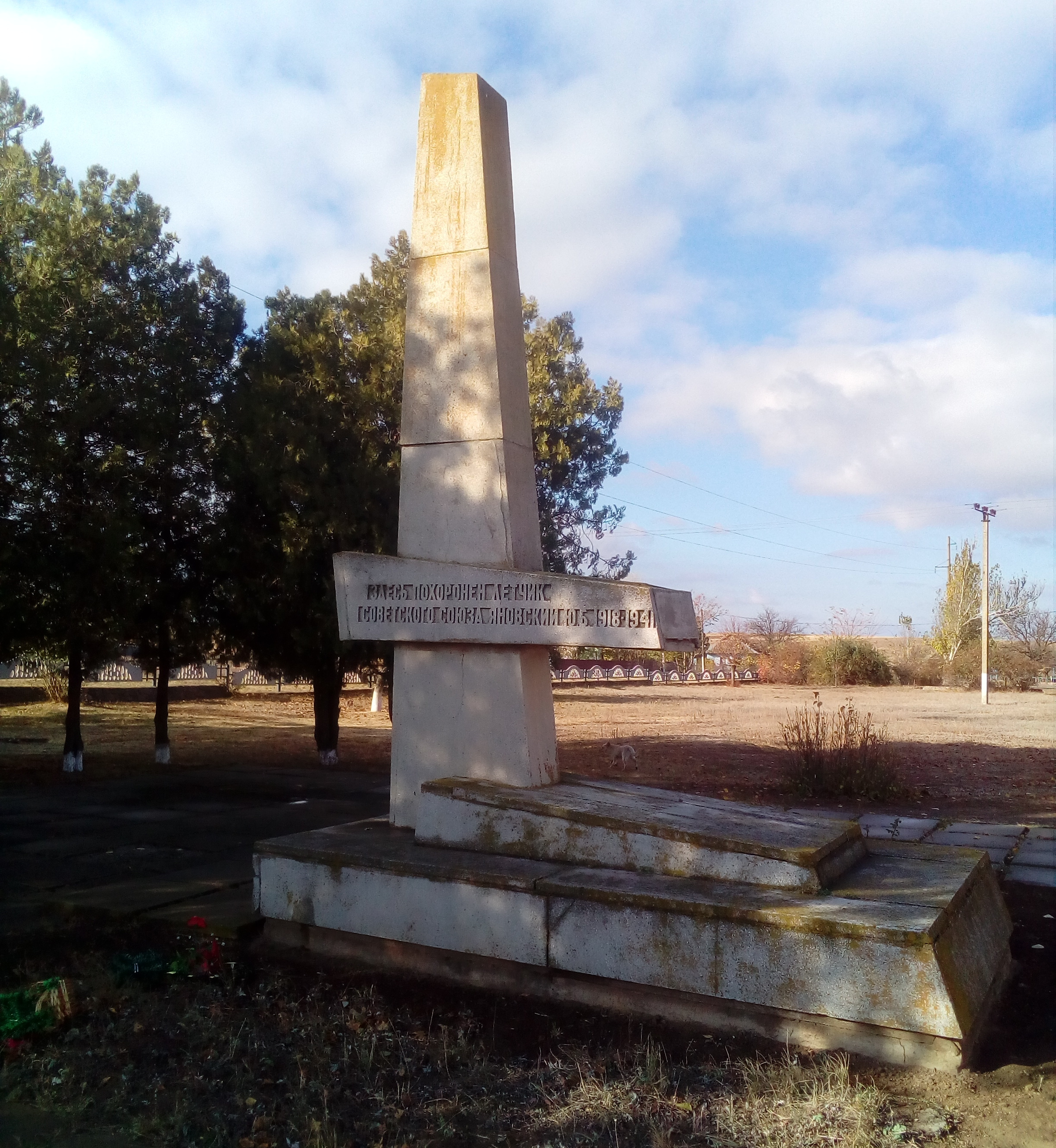
飞行员烈士墓

托馬里内（烏克蘭語：Томарине），是烏克蘭南部赫爾松州贝里斯拉夫区贝里斯拉夫市镇内的村落。始建於1956年，面積77平方公里，海拔高度41米，2001年人口912，人口密度每平方公里11.9人。